# كلتغه (بوكان)
قرية كلتغه (بالكردية: کەڵتەگە) هي إحدى القرى التابعة لـفيض الله بغي في ريف قسم مركزي من مقاطعة بوكان، في محافظة أذربیجان الغربیة الإيرانية.

## السكان
حسب إحصاءات سنة 2006، بلغ إجمالي السكان في كلتغه 118 نسمة وعدد المساكن 24 مسكن. لغة سكان كلتغه هي اللغة الكردية و هم من أهل السنة والجماعة والمذهب الشافعي.